# 立憲連合党 (アメリカ)

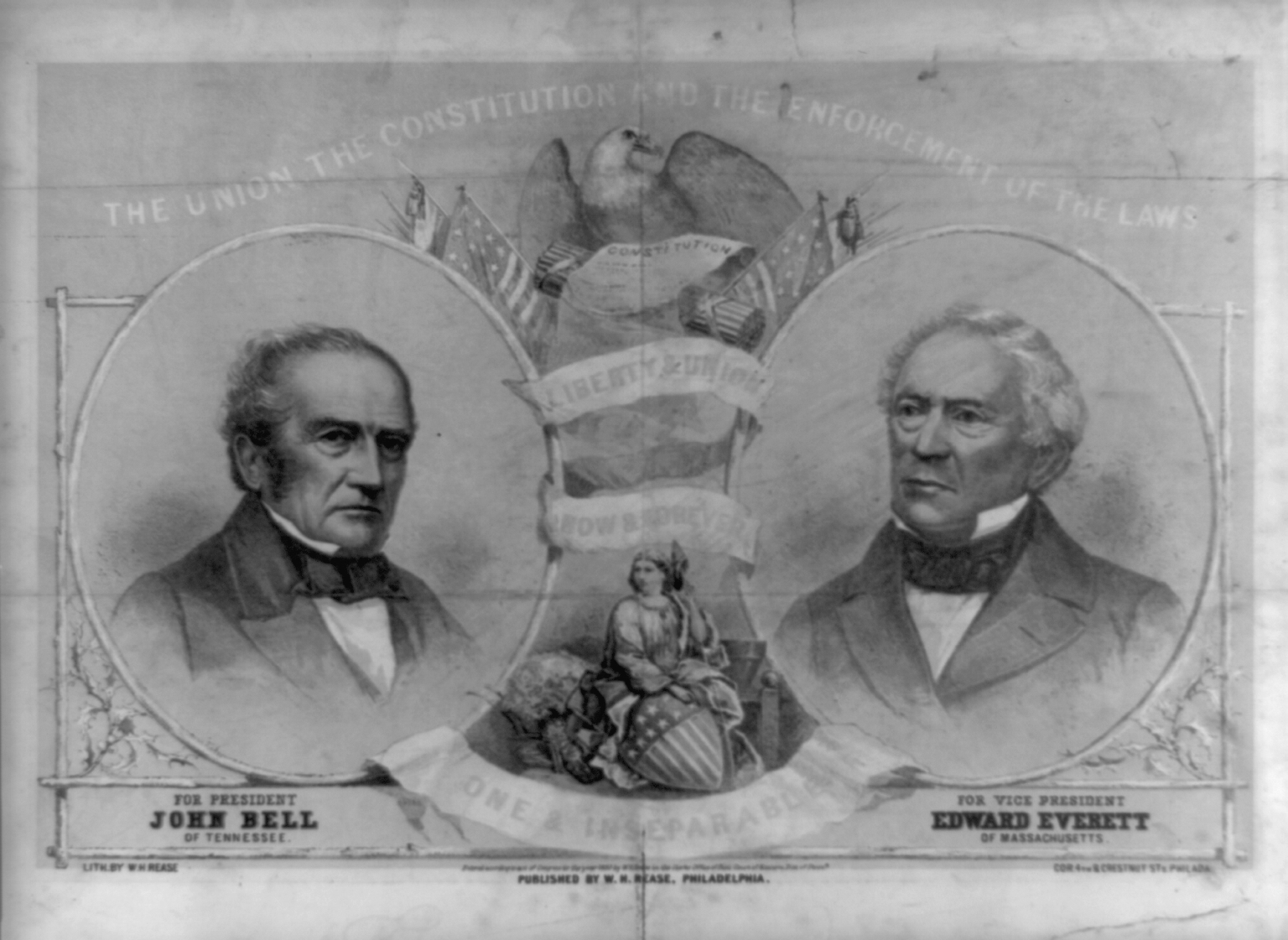
1860年アメリカ合衆国大統領選挙の立憲連合党のポスター。左側が大統領候補のジョン・ベル、右側が副大統領候補のエドワード・エヴァレット。

立憲連合党（りっけんれんごうとう、英語: Constitutional Union Party）はかつて存在した1860年に設立されたアメリカ合衆国の政党。カリフォルニア州ではベル・エヴァレット党（英語: Bell-Everett Party）とも言う。奴隷制の問題で南部の連邦脱退を回避したいと考えていた保守的な旧ホイッグ党の党員によって構成されていた。これらホイッグ党員（何名かは反対党(1854–58)を結成した。)と旧ノウ・ナッシング党の党員、数名の連邦脱退に反対の立場をとった南部の民主党員と立憲連合党を結成するために協力した。党名は「国の憲法、州の連合、法の執行に勝る政治原則がないことを確認する」という単純な綱領・決議に由来する。奴隷制の禁止又は拡大の賛成又は反対の立場を取る映画が撮影されなければ、奴隷制に関する問題が棚上げされるだろうと望んでいた。
党派は南北戦争の終結まで議会で活動したが、党とその目的は南部諸州が脱退し出したことにより1860年に消滅した。